# Tentativa de golpe de Estado na Guiné Equatorial em 1969
A tentativa de golpe de Estado na Guiné Equatorial em 1969 foi uma tentativa de golpe de Estado na Guiné Equatorial na noite de 4 a 5 de março de 1969, com o propósito de depor o presidente Francisco Macías Nguema. Os líderes da intentona golpista foram o ministro das Relações Exteriores Atanasio Ndongo e o delegado guinéu-equatoriano das Nações Unidas, Saturnino Ibongo Iyanga. O golpe contou supostamente com o apoio do governo espanhol, e o seu fracasso significou o estabelecimento de um regime ditatorial por Macías, que duraria até 1979 quando ocorreu o chamado Golpe da Liberdade.
Atualmente existem várias versões sobre como transcorreram os eventos, por isso ainda não se estabeleceu um relato oficial.

## Antecedentes
Durante a crise das bandeiras, Ndongo e Ibongo viajam para Madrid para se encontrarem com personalidades governamentais e financeiras espanholas (incluindo Fernando María Castiella), bem como guinéu-equatorianos residentes na Espanha. Existem indícios de que o objectivo destas reuniões seria compilar uma lista de pessoas que poderiam integrar um governo.
Após as reuniões na Espanha, em 1 de março, Atanasio Ndongo e Saturnino Ibongo voam para Santa Isabel. Saturnino Ibongo permanece na ilha, enquanto Atanasio Mdongo chega em Bata no dia 3.

## Desenvolvimento
Na madrugada de 4 a 5 de março, Atanasio Ndongo chegou ao Palácio Presidencial em Bata, junto a alguns militares de confiança e um grupo de oficiais da Marinha de Mbini, neutralizando a guarda presidencial e colocando sua própria guarda.
Anteriormente haviam sido tomados como reféns vários políticos, funcionários e militares (incluindo Esteban Nsue, delegado do governo em Bata; Pedro Lumu, prefeito de Bata; o ministro do Interior Ángel Masié; seu irmão Miguel Eyegue, governador de Rio Muni; e o comandante Manuel Tray, então chefe da casa militar do chefe de Estado). Os reféns são divididos em dois grupos: um grupo é trancado em uma sala do palácio e outro é transferido para um quartel da Guarda Marítima. Antes do golpe, os executores tomaram a estação de rádio da cidade, cujo silêncio de transmissão era a senha estabelecida para que os golpistas residentes em Fernando Poo soubessem que tudo estava ocorrendo com sucesso. Um avião saiu de Santa Isabel com Saturnino Ibongo e outros conspiradores golpistas a bordo.
Ndongo ocupa o gabinete presidencial e dá a ordem para assassinar Macías, que não se encontrava no palácio, posto que já havia sido advertido de uma possível tentativa golpista.  Ndongo procurou Macías, mas não o encontrou, acreditando que havia escapado.
A maneira como Macías descobriu o que estava acontecendo varia de acordo com as diferentes versões: uma versão afirma que Ndongo se dirigiu aos quarteis da Guarda Territorial (dado que contava com apoio militar escasso) e pediu ao oficial Salvador Elá (que em 1979 seria um dos comandantes do Golpe da Liberdade) para colocar as suas tropas à disposição do movimento golpista. Elá, segundo esta versão, recusou categoricamente e avisou Macías, enquanto Ndongo regressava ao palácio presidencial. Outra versão assegura que Elá fazia parte do grupo de detidos pelos golpistas e que quem advertiu Macías foi o cozinheiro do palácio presidencial, que conseguiu escapar dali e avisar o presidente, que se encontrava dormindo em sua casa particular. Outros relatos asseguram que Macías já se encontrava no palácio quando Ndongo chegou, ou que conhecia exatamente os planos de seu ministro e naquela madrugada, ao lado de suas forças leais, esperou o momento de agir.
Ao inteirar-se, Macías reúne as tropas de Salvador Elá e os membros das "Juventudes en Marcha con Macías" e partem para o Palácio Presidencial. Ao chegar, desarmaram os guardas que os golpistas haviam colocado na porta e libertam os reféns. Em seguida, Saturnino Ibongo, que estava no palácio, foi feito prisioneiro (conforme algumas versões, assassinado no ato). Enquanto isso, Macías subiu ao escritório presidencial para enfrentar Ndongo, que pouco depois cairia de uma janela do palácio presidencial. Certas versões alegam que foi lançado por Macías, enquanto outras versões afirmam que o mesmo se atirou tentando escapar. Ao cair no chão, quebrou uma perna.

Durante as horas seguintes seriam liberados os reféns detidos no quartel da Guarda Marítima e as tropas da Guarda Civil apareceram no Palácio Presidencial para ajudar a manter a ordem pública.
Ndongo permaneceu no chão por cinco horas; durante este tempo foi torturado pelos "Juventudes en Marcha con Macías". Macías tirou várias fotografias de Ndongo agonizando, as quais posteriormente seriam mostradas ao correspondente John Barnes da revista Newsweek. Mais tarde, Macías ordena que Ndongo seja levado para o hospital, embora o dia seguinte fosse transferido para a prisão. Segundo algumas fontes, Ndongo morreu na prisão em 26 de março.
Durante a manhã do dia 5 de março, a versão que circulou em Bata sobre os fatos era que Ndongo havia conduzido um contragolpe para salvar Macías de ser deposto por outro golpe de Estado. Com o passar do tempo os fatos foram esclarecidos.
Há versões que até mesmo negam a existência do golpe de Estado e afirmam que Macías chamou Ndongo para o palácio com a justificativa de um conselho de ministros e logo depois efetuou um assassinato premeditado do político e os outros supostos envolvidos.

## Consequências

### Rompimento com a Espanha e inicio da repressão
Na manhã de 5 de março, Macías agradece ao embaixador espanhol Juan Luis Pan de Soraluce pela neutralidade da Espanha, mas horas depois acusa este país de haver instigado a intentona. Macías qualificou a tentativa golpista como "imperialista e colonialista" e como "um conluio de madeireiros e capitalistas espanhóis", enquanto os ministros espanhóis Manuel Fraga Iribarne e Fernando María Castiella ‎ negaram veementemente qualquer tipo de intervenção espanhola. Macías ordenou o congelamento de todas as contas bancárias dos espanhóis residentes no país e o fechamento de todas as empresas espanholas em território guineense, e anunciou que "o capitalismo espanhol foi definitivamente derrotado". No dia 8, Macías anunciou que se encarregaria pessoalmente da pasta das Relações Exteriores e ordenou ao ministro do Interior, Ángel Masié Ntutumu, requisitar todas as armas de fogo existentes no território, com as quais Macías armaria as suas Juventudes.
Existem debates sobre a atuação da Espanha: há historiadores que defendem a não interferência do país, enquanto outros asseguram que ocorreu o contrário e que inclusive Castiella teria enviado um telegrama para Ndongo felicitando-o por ser o novo presidente. Alguns apontaram que isso era falso, uma vez que o telegrama enviado por Castiella continha uma mensagem sem relação alguma com o golpe. Outro argumento a favor da Espanha é que, se este país tivesse intervindo, sua força militar teria sido suficiente para garantir exito arrasador do golpe.
Tem sido alegado que instrutores militares espanhóis participaram da trama golpista, que a Espanha pactuou com Ndongo para enviar reforços e que Ndongo recebeu apoio econômico da Espanha. O próprio Macías declarou durante seu julgamento em 1979 que Ndongo recebeu 50 milhões de dólares de Castiella para derrubá-lo. Segundo alguns relatos, a Guarda Civil se recusou a intervir já que, não tendo detido Macías, o exito da intentona não estava assegurado. Versões mais neutras indicam que a Espanha sabia dos planos do ministro, porém simplesmente não interveio.
Macías empreende na sequência do golpe um expurgo em todo o aparato administrativo e político do país, iniciando um regime ditatorial. Um estado de emergência foi declarado e as "Juventudes en Marcha con Macías" semearam o terror nas ruas do país. De forma imediata, são detidos e assassinados Saturnino Ibongo, embaixador da ONU, Pastor Torao Sikara, presidente da Assembleia Nacional, Armando Balboa, Ministro da Informação e do Turismo, e o opositor político Bonifacio Ondó Edu. Outros ministros e funcionários que foram relacionados à tentativa de golpe também são assassinados ou perseguidos, incluindo Gustavo Watson Bueco (falecido em 1972) e Agustín Nve, deputados na Assembleia Nacional, Enrique Gori (falecido em 1972), Presidente da Deputação de Fernando Poo e Federico Ngomo (falecido em 1971), Presidente da Deputação de Río Muni. A estes, deve-se citar outros políticos como Norberto Balboa, Vicente Ntutumu, Luis Angue Bacale e Santiago Osa. Seguiu-se a petição da Espanha junto à ONU para o envio de observadores (que chegaram no dia 10 a Santa Isabel e no dia 13 a Bata) e outras iniciativas diplomáticas, como as negociações com o imperador etíope Haile Selassie ou uma petição urgente da Cruz Vermelha Internacional relacionada com os fatos.
O fracasso gerou uma onda de indignação popular antiespanhola (estimulada pelo governo), pelo qual a comunidade espanhola se sentiu ameaçada. Toda esta situação resultaria no agravamento da crise diplomática. Em um telegrama, Francisco Franco anunciou à Macías que "a crise sofrida no país produz nos residentes espanhóis a impressão de que faltam segurança e garantias em um ambiente hostil". Foi ordenada então a evacuação da grande maioria dos 7500 espanhóis residentes no país (supervisionada por observadores internacionais) e a retirada das tropas da Guarda Civil também estacionadas ali. A missão da ONU consegue impor um prazo de dois meses para a retirada dos espanhóis e de suas tropas, que finalizaria em 5 de abril.

### Consequências a longo prazo
Em 1970, já estabelecida a sua ditadura, Macías proibiu todos os partidos políticos e, em seu lugar, estabeleceu como partido único o Partido Único Nacional dos Trabalhadores (PUNT). No ano seguinte Macías assumiu pessoalmente todos os poderes do Estado e, em 1973, promulgou uma nova constituição, que outorgava suporte jurídico ao seu regime. O regime ditatorial de Macías, durante o qual foram assassinadas cerca de 50.000 pessoas e desenvolveu-se um sentimento fortemente anticolonialista inspirado pela rivalidade surgida com a Espanha depois do golpe, se estenderia até 1979, quando foi deposto por Teodoro Obiang, no que ele chamou o Golpe da Liberdade, de facto uma continuação da ditadura.
Durante o regime de Macías, a data de 5 de março adquiriu grande importância, sendo estabelecida a celebração do "Dia da Vitória". Nas celebrações de 5 de março, com frequência eram organizadas peças de teatro que representavam o falhado intento golpista.
Dada a multiplicidade de versões existentes em torno do desenvolvimento do golpe, ainda não se estabeleceu um relato único e oficial dos acontecimentos.
Na atualidade, o 5 de março, é considerado pelos opositores de Teodoro Obiang como a data de término do regime democrático na Guiné Equatorial.